# Драй, Марк
Марк Уильям Драй (англ. Mark William Dry; род. 11 октября 1987, Милтон-Кинс, Бакингемшир) — британский легкоатлет, специалист по метанию молота. Выступает за сборные Шотландии и Великобритании по лёгкой атлетике с 2009 года, обладатель двух бронзовых медалей Игр Содружества, многократный призёр первенств национального значения, участник летних Олимпийских игр в Рио-де-Жанейро.

## Биография
Марк Драй родился 11 октября 1987 года в городе Милтон-Кинс графства Бакингемшир, Англия.
Начал заниматься лёгкой атлетикой в клубе «Элгин», с 2005 года практиковал метание молота. Уже в своём дебютном сезоне вошёл в число десяти сильнейших метателей молота в стране в возрасте до 20 лет.
Впервые заявил о себе на международном уровне в сезоне 2009 года, когда вошёл в состав британской национальной сборной и выступил в метании молота на юниорском европейском первенстве в Каунасе.
Начиная с 2010 года представлял легкоатлетический клуб Woodford Green with Essex Ladies, регулярно представлял его на чемпионатах Великобритании. Также в этом сезоне в составе шотландской сборной отметился выступлением на Играх Содружества в Дели, где стал шестым.
В 2011 году выиграл бронзовую медаль на чемпионате Великобритании в Бирмингеме.
В 2012 году стал серебряным призёром британского национального чемпионата, выступил на чемпионате Европы в Хельсинки.
В 2013 году закрыл десятку сильнейших в Суперлиге командного чемпионата Европы в Гейтсхеде, показанный им результат 74,46 метра стал лучшим результатом сезона в стране.
В 2014 году завоевал бронзовые медали на Играх Содружества в Глазго и на чемпионате Великобритании в Бирмингеме.
В 2015 году на соревнованиях в Лафборо установил свой личный рекорд в метании молота — 76,93 метра (с данным результатом занял пятое место в рейтинге британских метателей молота всех времён). Также в этом сезоне был вторым в зачёте национального чемпионата, участвовал в чемпионате мира в Пекине.
В 2016 году получил серебро на чемпионате Великобритании в Бирмингеме, выступил на чемпионате Европы в Амстердаме, но в финал не вышел. Выполнив олимпийский квалификационный норматив, удостоился права защищать честь страны на летних Олимпийских играх в Рио-де-Жанейро — в программе метания молота на предварительном квалификационном этапе показал результат 71,03 метра, чего оказалось недостаточно для выхода в финал.
После Олимпиады в Рио Драй остался действующим спортсменом на ещё один олимпийский цикл и продолжил принимать участие в крупнейших международных стартах. Так, в 2017 году он добавил в послужной список ещё одну бронзовую медаль, полученную на чемпионате Великобритании в Бирмингеме.
На британском чемпионате 2018 года вновь стал бронзовым призёром, ещё одну бронзовую награду получил на Играх Содружества в Голд-Косте.
В мае 2019 года был отстранён от участия в соревнованиях в связи с подозрениями в нарушении антидопинговых правил. Его обвинили в том, что он предоставлял ложную информацию о своём местонахождении. Спортсмен настаивал на своей невиновности и в октябре успешно обжаловал это решение в Совете по спортивным резолюциям. Тем не менее, в феврале 2020 года Антидопинговая служба Великобритании настояла на санкциях по отношению к Марку Драю — в итоге он был наказан дисквалификацией на четыре года.